# Максимов, Валерий Алексеевич
Валерий Алексеевич Макси́мов (род. 13 декабря 1938 года) — советский и российский учёный и клиницист, специалист по гастроэнтерологии, гепатологии, лечебному голоданию и озонотерапии. Доктор медицинских наук, профессор. Заслуженный деятель науки Российской Федерации. Заслуженный врач Российской Федерации. Полковник медицинской службы в отставке.

## Биография
Один из организаторов медицинских служб КГБ—ФСБ, Главного управления специальных программ Президента Российской Федерации — Службы специальных объектов при Президенте РФ, Таможенной службы России.
В 1998 году совместно с профессорами В. А. Аграненко и Ю. С. Сухановым стал инициатором создания Фонда «Служба крови — людям».
В 1999—2004 годах возглавлял Вирусологический центр НИИ микробиологии МО, разрабатывающий биологическое оружие.
Главный терапевт и гастроэнтеролог Медицинской службы Научно-технического центра Межотраслевого научно-технического объединения «Гранит», г. Москва.

## Научная деятельность
Основатель учения о билиарной недостаточности[неизвестный термин] и создатель современной научно-практической школы по её изучению. Один из основоположников озонотерапии в России. Под его непосредственным руководством защищено 6 докторских и 14 кандидатских диссертаций в различных областях медицинской науки.
Докторанты профессора В. А. Максимова: Сергей Евгеньевич Бунтин, Наталья Александровна Власова, Сергей Дмитриевич Каратаев, Александр Геннадьевич Куликов, Ольга Анатольевна Курамшина, Виктор Львович Мельников, Константин Михайлович Тарасов, Анатолий Леонидович Чернышев.
Член Редакционных советов «Российского журнала гастроэнтерологии, гепатологии, колопроктологии» и журнала «Дневник казанской медицинской школы». Член Редколлегии журнала «Экспериментальная и клиническая гастроэнтерология».

## Научные труды
Максимов — автор более 500 научных работ, 13 монографий, 7 патентов, более 30 научно-методических рекомендаций и пособий для практических врачей. В числе основных научных работ профессора В. А. Максимова:

### Монографии и сборники
1. Биохимические изменения желчи при некоторых заболеваниях органов пищеварения. Научный обзор / В. А. Галкин, В. А. Максимов. Под редакцией д. м. н., профессора В. А. Галкина; Всесоюзный научно-исследовательский институт медицинской и медико-технической информации. Москва, ВНИИМИ, 1975;
2. Хронический холецистит и профилактика его обострений / В. А. Максимов. — Москва, ЦНИИ санитарного просвещения, 1978. — 31 с.;
3. Особенности диспансерного наблюдения больных хроническим гастритом с секреторной недостаточностью по фактору риска развития желчнокаменной болезни. Методические рекомендации / Составители: В. А. Максимов, А. Л. Чернышов; Министерство здравоохранения РСФСР. Москва, Б. и., 1987;
4. Дуоденальное исследование [монография] / В. А. Максимов, А. Л. Чернышев, К. М. Тарасов. Москва, Медицинская газета, 1998;
5. Клинические аспекты озонотерапии / Под редакцией А. В. Змызговой и В. А. Максимова. Москва, НПЦ Озонотерапии, 2003;
6. Диагностические тесты при заболеваниях органов пищеварения / В. А. Максимов [и др.]; Министерство образования и науки Российской Федерации. Пенза, ИИЦ ПГУ, 2005.
7. Клинико-физиологические основы и безопасность компонентной терапии эритроцитами. Краткое пособие для врачей / В. В. Лаптев, Ю. Н. Токарев, В. А. Максимов. Москва, АдамантЪ, 2008;
8. Билиарная недостаточность: этиология, патогенез, клиника, диагностика, лечение / В. А. Максимов [и др.]; Министерство образования и науки Российской Федерации, Федеральное агентство по образованию, Российский университет дружбы народов, Межотраслевое научно-техническое объединение «Гранит». Москва, АдамантЪ, 2008;
9. Сборник методических рекомендаций по разгрузочно-диетической терапии (1969—2005) / Составители: В. А. Максимов, А. Н. Кокосов, В. Б. Гурвич; Минздравсоцразвития Российской Федерации, Российская академия медицинских наук, Институт питания РАМН. Москва, АдамантЪ, 2009;
10. Функциональные расстройства и острые неинфекционные заболевания органов пищеварения [монография] / В. А. Максимов [и др.]; Министерство образования и науки Российской Федерации, Федеральное агентство по образованию, Российский университет дружбы народов, Межотраслевое научно-техническое объединение «Гранит». Москва, АдамантЪ, 2009;
11. Сборник авторефератов докторских и кандидатских диссертаций по разгрузочно-диетической терапии, 1960—2010; в 2 т. / Составители: В. А. Максимов, А. Н. Кокосов, В. Б. Гурвич. Москва, АдамантЪ, 2010;
12. Современная терапия заболеваний органов пищеварения / В. А. Максимов [и др.]; Министерство образования и науки Российской Федерации, Российский университет дружбы народов, Межотраслевое научно-техническое объединение «Гранит». Москва, АдамантЪ, 2011;
13. Пашутин, Виктор Васильевич (1845—1901). Курс общей и экспериментальной патологии (патологической физиологии); с приложением портрета и биографии автора / Составители: В. А. Максимов и др.; Российская академия медицинских наук, Институт питания РАМН, НП по содействию профилактике и охране здоровья граждан «Служба крови — людям». Москва, АдамантЪ, 2012;
14. Патология гепатобилиарной системы и билиарная недостаточность / В. А. Максимов; Министерство образования и науки Российской Федерации, Федеральное агентство по образованию, Российский университет дружбы народов, Межотраслевое научно-техническое объединение «Гранит». Москва, АдамантЪ, 2013;
15. Профилактика злокачественных заболеваний органов пищеварения / В. А. Максимов, К. К. Далидович, Т. С. Морозкина; Российский университет дружбы народов [и др.]. Москва, АдамантЪ, 2014;
16. Диагностика и лечение заболеваний органов пищеварения / В. А. Максимов, К. К. Далидович, А. Г. Куликов и др.; Российская медицинская академия последипломного образования Министерства здравоохранения РФ, Межотраслевое научно-техническое объединение «Гранит», Центр координации международных программ, Фонд «Служба крови — людям». — Москва, АдамантЪ, 2016. — 848 с. — ISBN 978-5-86103-161-5;
17. Основы разгрузочно-диетической терапии [монография] / В. А. Максимов; Российская медицинская академия непрерывного профессионального образования Министерства здравоохранения РФ, Центр координации международных программ, Фонд «Служба крови — людям». — Москва, АдамантЪ, 2017. — 79 с. — ISBN 978-5-86103-172-1. — 500 экз.;
18. Немедикаментозные методы лечения заболеваний органов пищеварения / В. А. Максимов; Российская академия естественных наук, Российская медицинская академия непрерывного профессионального образования Министерства здравоохранения РФ, Центр координации международных программ, Фонд «Служба крови — людям». — Москва, АдамантЪ, 2018. — 603 с. — ISBN 978-5-86103-190-5. — 5000 экз.;
19. Болезни цивилизации: системные метаболические поражения [монография] / В. А. Максимов, К. К. Далидович, А. М. Федорук и др.; Российская академия естественных наук, Российская медицинская академия непрерывного профессионального образования Министерства здравоохранения РФ, Белорусский государственный медицинский университет, Центр координации международных программ, Фонд «Служба крови — людям». — Москва, АдамантЪ, 2020. — 671 с. — ISBN 978-5-86103-205-6. — 6000 экз.;
20. Тканевая терапия. Плацента [сборник авторефератов кандидатских и докторских диссертаций (1933—2019)] / Составители: В. А. Максимов и др.; под общей редакцией В. А. Максимова. Министерство здравоохранения РФ, Международный фонд развития биомедицинских технологий имени В. П. Филатова. — Москва, Международный фонд развития биомедицинских технологий им. В. П. Филатова, 2022. — 819 с. — ISBN 978-5-6047317-1-0. — 1000 экз.

### Патенты
1. Способ оценки эффективности озонотерапии у пациента с хеликобактерным заболеванием. Патент РФ № 2155344. Авторы: Максимов В. А., Чернышев А. Л., Каратаев С. Д., Куликов А. Г., Зайцев В. Я. Дата публикации: 27.08.2000;
2. Устройство для удаления гелей, микроагрегатных частиц и лейкоцитов из продуктов крови. Патент РФ № 2285543. Авторы: Шишов Н. М., Демина Н. А., Зеленецкий В. Е., Покровский В. И., Селиванов Е. А., Артюшенков В. В., Борисов А. А., Максимов В. А. Дата публикации: 20.10.2006;
3. Способ лечения заболеваний, обусловленных и сопровождающихся нарушением метаболизма желчных кислот и холестерина. Патент РФ № 2294207. Авторы: Ардатская М. Д., Минушкин О. Н., Максимов В. А., Сазонова И. И., Масловский Л. В. Дата публикации: 27.02.2007;
4. Способ лечения гиперхолестеринемических состояний у больных с желчнокаменной болезнью путём применения препарата «гепатосан», ускоряющего окисление холестерина в печени. Патент РФ № 2306943. Авторы: Власова Н. А., Гильманов А. Ж., Басченко Н. Ж., Максимов В. А., Гладских Л. В. Дата публикации: 27.09.2007;
5. Способ определения дискинезии желчного пузыря и сфинктера Одди. Патент РФ № 2369333. Авторы: Ильченко А. А., Максимов В. А., Чернышев А. Л., Тарасов К. М., Делюкина О. В., Орлова Ю. Н., Лычкова А. Э. Дата публикации: 10.10.2009;
6. Устройство для переливания трансфузионной среды. Патент РФ № 2465923. Авторы: Шишов Н. М., Демина Н. А., Зеленецкий В. Е., Швец А. И., Швец И. А., Борисов А. А., Максимов В. А. Дата публикации: 10.11.2012.

## Награды и почётные звания
- Награждён орденом «Знак Почёта»;
- Заслуженный врач Российской Федерации;
- Заслуженный деятель науки Российской Федерации;
- Академик Российской академии естественных наук[9];
- Академик Российской академии медико-технических наук;
- Награждён бронзовой медалью ВДНХ СССР — за усовершенствование методики «дуоденального зондирования» (совместно со своим учителем, профессором Всеволодом Александровичем Галкиным, ныне академиком РАЕН), 1979[10];
- Награждён медалью РАЕН им. Екатерины Дашковой — «за вклад в развитие российской науки»[5].